# Джефферсон в Париже
«Дже́фферсон в Пари́же» (англ. Jefferson in Paris) — кинофильм режиссёра Джеймса Айвори, вышедший на экраны в 1995 году. Лента участвовала в конкурсной программе Каннского кинофестиваля.

## Сюжет
1873 год. США. В штате Огайо, округе Пайк, репортёр местной газеты находит небогатую негритянскую семью пожилых Мэдисона и Мэри Хемингсов. Репортёра интересует история их возможного давнего родства с бывшим третьим президентом США Томасом Джефферсоном. Мэдисон Хемингс вспоминает о своей матери — бывшей рабыне Томаса Джефферсона, пытаясь восстановить для репортёра события почти столетней давности…
1785 год. Будущий третий президент США Томас Джефферсон впервые оказывается за границей, как посол США во Франции, на закате правления Людовика XVI, перед самым началом Великой французской революции. Несмотря на свои строгие жизненные убеждения, Джефферсон имеет успех в развращённом парижском высшем обществе.
Красивая художница и музыкант англо-итальянского происхождения Мария Косвей, путешествующая с мужем по Франции, увлекает Джефферсона, у которого недавно умерла жена. Однако из уважения к дочерям и памяти жены, он, не внешне, но в своей душе, отвергает влюблённую в него Марию. Чувствуя это, она оставляет Джефферсона, но продолжает с ним переписываться.
Следующим увлечением Джефферсона в Париже становится его собственная молодая квартеронка-рабыня Салли Хемингс — присланная из Америки гувернантка его младшей дочери и единокровная сестра его недавно умершей жены.
1789 год. Только что избранный первый президент США Джордж Вашингтон предлагает Джефферсону пост госсекретаря, и тот собирается возвратиться в Америку, но его раб Джеймс Хемингс — брат Салли, хочет остаться во Франции, законы которой не признают рабства. Чтобы уговорить Джеймса вернуться, будущий госсекретарь обещает дать свободу Джеймсу и его сестре Салли, которая уже беременна своим первым ребёнком от Томаса Джефферсона.

## В ролях
- Ник Нолти — Томас Джефферсон
- Грета Скакки — Мария Косвей
- Гвинет Пэлтроу — Марта («Пэтси») Джефферсон
- Тэнди Ньютон — Салли Хемингс
- Сет Гиллиам — Джеймс Хемингс
- Саймон Кэллоу — Ричард Косвей
- Ламбер Вильсон — маркиз де Лафайет
- Эстель Эонне — Мэри («Полли») Джефферсон
- Найджел Уитми — Джон Трамбулл
- Эльза Зильберштейн — Адрианна де Лафайет
- Жан-Пьер Омон — Д’Анкарвилль
- Майкл Лонсдейл — Людовик XVI
- Шарлотт де Туркейм — Мария-Антуанетта
- Дамьен Грёлль — дофин Франции
- Валери Толедано — Мадам Елизавета
- Стив Кальфа — доктор Гильотен
- Нэнси Маршан — аббатиса
- Валери Ланг — сумасшедшая
- Даниэль Месгиш — Месмер
- Венсан Кассель — Камиль Демулен
- Джеймс Эрл Джонс — Мэдисон Хемингс
- Филиппин Леруа-Больё — участница игры